# Shenzhou 13
Shenzhou 13 (chinesisch 神舟十三號 / 神舟十三号, Pinyin Shénzhōu Shísān Hào) war die zweite bemannte Mission des Büros für bemannte Raumfahrt zur Chinesischen Raumstation. Der Start der dreiköpfigen Besatzung mit einer Trägerrakete vom Typ Langer Marsch 2F/G vom Kosmodrom Jiuquan erfolgte am 15. Oktober 2021, die Rückkehr am 16. April 2022.

## Trägerrakete
Die für den Start vorgesehene Trägerrakete mit der Seriennummer Y13 befand sich bereits seit Frühjahr 2021 auf dem Kosmodrom Jiuquan. Sie wurde dort weitgehend fertig montiert bereitgehalten, um für eventuelle Rettungseinsätze bei der Mission Shenzhou 12 zur Verfügung zu stehen. Einige Komponenten wie Batterien und Zündvorrichtungen für die Triebwerke wurden aus Sicherheitsgründen in einem getrennten Gebäude aufbewahrt, aber in einem Notfall hätte die Rakete innerhalb von 10 Tagen startbereit gemacht werden können. Nach demselben Prinzip wurde parallel zu den Startvorbereitungen für Shenzhou 13 eine weitere Rettungsrakete montiert, die dann bei der Mission Shenzhou 14 im Juni 2022 für den Transport der Besatzung verwendet wurde.
Am 7. Oktober 2021 wurde die Rakete Y13 nach mehr als fünf Monaten stehender Aufbewahrung aus dem Raumfahrzeugmontagegebäude an die Startrampe gebracht.

## Besatzung
Die Auswahl der Besatzungsmitglieder für Shenzhou 13 fand bereits im Dezember 2019 statt. Ab diesem Zeitpunkt trainierten die drei Raumfahrer als feste Gruppe und fungierten auch gemeinsam als Ersatzmannschaft für Shenzhou 12. Am 14. Oktober 2021 wurden die Namen auf einer Pressekonferenz offiziell bekanntgegeben:
- Zhai Zhigang, Kommandant, zweiter Raumflug
- Wang Yaping, zweiter Raumflug
- Ye Guangfu, erster Raumflug[5]

Die Mitglieder der Ersatzmannschaft waren:
- Chen Dong, Kommandant, zweiter Raumflug
- Liu Yang, zweiter Raumflug
- Cai Xuzhe, erster Raumflug.[6]

Angesichts der langen Missionsdauer mussten sich die Raumfahrer in monatlichen Abständen einer medizinischen Bewertung unterziehen. Entsprechend den Resultaten wurde dann vom Chinesischen Raumfahrer-Ausbildungszentrum für jeden Raumfahrer ein individueller Trainingsplan erstellt.
Zusätzlich zur allgemein gesunden Ernährung mit frischem Obst und Gemüse musste jeder Raumfahrer je nach Bedarf individuelle Elektrolytgetränke zu sich nehmen. Auch aus psychologischen Gründen war im Vergleich zur Mission Shenzhou 12 nicht nur die Speisen- und Getränkeauswahl reichhaltiger, sondern die Raumfahrer hatten auch diversifizierte Bordkleidung mit verschiedenen Jacken erhalten.

## Missionsverlauf
Sechseinhalb Stunden nach dem Start vom Kosmodrom Jiuquan koppelte das Raumschiff am 15. Oktober 2021 um 22:56 Uhr UTC an der Nadirschleuse des Kernmoduls Tianhe an.
Während ein Raumschiff bei Ankoppelung an der Front- oder Heckschleuse 200 m vor der Station antriebslos innehalten kann, bis die Sensoren die Zielmarkierung neben der jeweiligen Schleuse identifiziert haben, muss es bei einem radialen Koppelmanöver durch ständige Lageregelung stabil gehalten werden. Hierbei ändert sich die Beleuchtung stärker als bei einer linearen Annäherung, was die autonome Zielerfassung schwieriger macht.
Drei Stunden nach der Ankoppelung, am 16. Oktober 2021 um 01:58 Uhr UTC, wechselten die drei Raumfahrer in die Station.
Am 17. Oktober 2021 um 01:50 Uhr UTC öffneten die Raumfahrer die Luke des seit dem 20. September 2021 an der Heckschleuse des Kernmoduls angekoppelten Raumfrachters Tianzhou 3 und begannen mit der Entladung.
Eines der wichtigsten Frachtstücke war ein Reserve-Raumanzug  vom Typ Feitian, der von der Mannschaft entpackt und überprüft wurde.

### Evakuierungsübung
Shenzhou 13 war die bis dahin anspruchsvollste und wegen der manuellen Umsetzung des ausgedienten Frachters (siehe unten) auch gefährlichste Raumfahrtmission Chinas. Neben dem Üben von Erste-Hilfe-Fällen wurde Anfang November 2021 eine Evakuierungsübung durchgeführt, bei der eine durchschlagene Wand im Kernmodul und daraus resultierender Druckverlust angenommen wurde. Vom Überwachungs- und Steuerraum im Raumfahrer-Ausbildungszentrum wurde der Druckverlust-Alarm ausgelöst. Zhai Zhigang stellte mit einem Messgerät fest, um wie viel und wie schnell der Druck abfiel, während Ye Guangfu die Ventile der Notflaschen für Sauerstoff und Stickstoff öffnete, die 12 bzw. 18 g/s der jeweiligen Gase lieferten.
In einem nächsten Schritt versuchten die Raumfahrer festzustellen, ob sich das Leck in der Raumstation selbst oder im Shenzhou-Raumschiff befand (im Regelbetrieb stehen alle Luken in der Station offen). Nachdem bestätigt werden konnte, dass das Fluchtraumschiff sicher war, schlossen Wang Yaping und Ye Guangfu die Luken zu den Raumfrachtern Tianzhou 2 und Tianzhou 3 am vorderen bzw. hinteren Ende des Kernmoduls. Wenige Minuten nach Auslösen des Alarms waren alle drei Raumfahrer in der Rückkehrkapsel von Shenzhou 13 (die Kabinenanzüge für die Landung werden im Orbitalmodul des Raumschiffs aufbewahrt).
Zur Einordnung: bei einem Loch in der Wand des Kernmoduls von 1,5 cm Durchmesser und wenn die Raumfahrer auch unter Panik ihre Atmung soweit unter Kontrolle hätten, dass jeder von ihnen nicht mehr als 0,01 g Sauerstoff pro Sekunde verbraucht, hätten sie bei rechtzeitiger Öffnung der Notflaschen – was in der Regel bei einem Sauerstoff-Partialdruck von 20 kPa bzw. einem Kabinendruck von 87 kPa automatisch erfolgt – 20 Minuten Zeit, bis der Kabinendruck von den regulären 97 kPa auf unter 70 kPa abfällt und der Erstickungstod droht.

### Erster Außenbordeinsatz
Am 7. November 2021 führten Zhai Zhigang und Wang Yaping einen Außenbordeinsatz durch, bei dem sie an der Nadirseite der Korridorsektion des Kernmoduls einen robusten Verankerungsmechanismus für den mechanischen Arm montierten. Am 24. Juli 2022 wurde mit dem Wissenschaftsmodul Wentian ein zweiter, kleinerer Arm zur Station gebracht, der mit dem großen Arm verbunden werden kann und diesem eine größere Reichweite von 14,5 m verleiht. Der längere Arm benötigt jedoch einen besonderen Befestigungspunkt.
Um 10:51 Uhr UTC öffnete Zhai Zhigang die Außenluke und verließ als erster den Schleusenraum. Wang Yaping reichte ihm von innen die Geräte und begab sich um 12:28 Uhr UTC ebenfalls ins All. Während sich Zhai Zhigang vom mechanischen Arm mit den daran befestigten Geräten  zum Einsatzort tragen ließ, arbeitete sich Wang Yaping über die Handgriffe an der Außenwand voran.
Um 17:16 Uhr UTC war der Einsatz nach knapp sechseinhalb Stunden beendet.

### Unterricht aus dem Weltall
Am 9. Dezember 2021 um 15:55 Uhr Peking-Zeit (07:55 Uhr UTC) hielten die drei Raumfahrer wie schon 2013 bei Shenzhou 10 eine Unterrichtsstunde aus dem Weltall ab, um die chinesische Jugend für Naturwissenschaften zu interessieren. Das „Hauptklassenzimmer“ befand sich im Chinesischen Museum für Wissenschaft und Technologie, Peking, „Filialklassenzimmer“ gab es in Nanning, Provinz Guangxi, Wenchuan, Provinz Sichuan – Wang Yaping hatte 2008 Hilfsgüter in das dortige Erdbebengebiet geflogen – Hongkong und Macau. Außerdem übertrug der staatliche Fernsehsender CCTV das Ereignis live. Nach einer kurzen Vorstellung ihres Alltags und eines wissenschaftlichen Experiments zur Zellbiologie – über Nierenepithelzellen, die sie aus ihrem Urin gewonnen hatten, erzeugten die Raumfahrer Stammzellen, aus denen sie wiederum Herzmuskelzellen züchteten – führten die Raumfahrer für Gymnasiasten geeignete Experimente zum Verhalten von Brausetabletten in der Schwerelosigkeit, der Oberflächenspannung von Wasser etc. vor, anschließend bestand von den Klassenzimmern aus die Gelegenheit, Fragen zu stellen.
Mit fünf über ganz China verteilten Klassenzimmern, die mit der Raumstation in einer Videokonferenz zusammengeschaltet waren, stellte die 45-minütige Unterrichtsstunde beträchtliche Anforderungen an die Kommunikationsinfrastruktur.
Während bei dem kurzen Gespräch, das Präsident Xi Jinping am 23. Juni 2021 von Peking aus mit der Besatzung von Shenzhou 12 führte, der neue Relaissatellit Tianlian 2A für eine gute Bildqualität genügte, kam nun zusätzlich zu diesem der auf dem geostationären Orbit 60° weiter westlich positionierte Tianlian 1C zum Einsatz.
Eine weitere Unterrichtsstunde fand am 23. März 2022, 08:00 Uhr UTC statt, mit dem Hauptklassenzimmer wieder im Museum für Wissenschaft und Technologie und den Filialklassenzimmern diesmal in Ürümqi und Lhasa.
Dort wurden Experimente zur Kristallbildung in übersättigter Natriumacetatlösung – es bildete sich ein warmer Schneeball – Oberflächenspannung von Wasser, Wurfparabeln – die in der Schwerelosigkeit eine gerade Flugstrecke werden – sowie der Unmöglichkeit der Trennung von Wasser und Öl außer in Zentrifugen vorgeführt. Außerdem wurden die Laborschränke für Mikrogravitation und behälterlose Fertigung und dort während dieser Mission durchgeführten Experimente vorgestellt.
Kugelförmige Proben von reinen Metallen und Hoch-Entropie-Legierungen wurden mittels Elektromagneten mit einer Präzision von 0,1 mm in der Schwebe gehalten, mit einem Laser auf gut 2000 °C erhitzt und zum Schmelzen gebracht. Nach dem Ende ihres Aufenthalts nahmen die Raumfahrer die Proben in der Landekapsel ihres Shenzhou-Raumschiffs mit zur Erde, wo sie anschließend genauer untersucht wurden.
Das bemannte Raumfahrtprogramm der Volksrepublik China ist in seinen Propaganda-Aspekten primär nach innen orientiert.
Dennoch fand am 9. April 2022 EST eine von der Botschaft der Volksrepublik China in Washington, D.C. organisierte Fragestunde mit amerikanischen Schülern statt.
Ein bemerkenswerter Unterschied in den Antworten auf ähnliche Fragen zu einer Raumfahrerlaufbahn war, dass die Besatzung von Shenzhou 13 hier die körperliche Eignung und die Notwendigkeit, von Jugend an Sport zu treiben, stärker betonte, während chinesischen Schülern gegenüber auf die Notwendigkeit zu fleißigem Lernen und sein Ziel nicht aus den Augen zu verlieren (不忘初心, ein von Xi Jinping aufgegriffener Spruch des Tang-Dichters Bai Juyi) hingewiesen wurde.

### Zweiter Außenbordeinsatz
Am 26. Dezember 2021, dem 128. Geburtstag von Mao Zedong, fand der zweite Außenbordeinsatz statt. Um 10:44 Uhr UTC öffnete Ye Guangfu die Zenitluke und verließ um 10:50 Uhr als erster die Raumstation. Zhai Zhigang folgte ihm um 11:37 Uhr UTC. Wang Yaping steuerte vom Inneren des Kernmoduls aus den mechanischen Arm.
Nachdem die Besatzung von Shenzhou 12 bereits zwei Panoramakameras auf einen höheren Sockel gesetzt hatte, um ihnen ein besseres Blickfeld zu verschaffen, führten die beiden nun die gleiche Aktion bei einer dritten Kamera durch. Außerdem montierten sie an der Außenwand des Kernmoduls eine Vorrichtung, wo die Raumfahrer bei Arbeiten ihre Füße verankern können, und testeten ihre Funktion. In Vorbereitung auf zukünftige Einsätze erprobten sie eine Vorgehensweise, bei der beide Raumfahrer sich ohne Unterstützung des mechanischen Arms an der Außenwand der Station entlangbewegen, dabei einen größeren Gegenstand mitführen, ihn sich gegenseitig weiterreichen und an der vorgesehenen Stelle platzieren. Die Übung verlief zur vollen Zufriedenheit. Nach etwas über sechs Stunden war der Einsatz um 16:55 Uhr UTC beendet.

### Übungen mit Tianzhou 2
Bei dieser Mission wurde auch der Arbeitsablauf bei der für den Frühsommer 2022 vorgesehene Montage des Wissenschaftsmoduls Wentian geübt. Das ausgediente Frachtraumschiff Tianzhou 2, das Ende Mai 2021 Raumanzüge und Versorgungsgüter für die vorherige Besatzung zur Station gebracht hatte, koppelte am 18. September 2021, zwei Tage nach der Abreise der Besatzung von Shenzhou 12, von der Heckschleuse ab und vier Stunden später an der vorderen Bugschleuse entlang der Längsachse des Kernmoduls wieder an. Bei der Übung am 5. Januar 2022 spielte der Frachter die Rolle des Wissenschaftsmoduls. Er wurde mit dem auf der Zenitseite der Korridorsektion des Kernmoduls verankerten mechanischen Arm ergriffen. Um 22:12 Uhr UTC wurde die Verriegelung an der vorderen Schleuse gelöst. Der Frachter, der ein Leergewicht von etwa 7 t besitzt, wurde mit dem Arm etwas von der Station weggeschoben und um die kugelförmige Schleusensektion in der horizontalen Ebene nach Steuerbord geschwenkt.
Er wurde allerdings nicht an der Steuerbordschleuse angekoppelt, sondern anschließend wieder zurückgeschwenkt und um 22:59 Uhr UTC wieder an der vorderen Bugschleuse angekoppelt. Damit war die Übung nach 47 Minuten erfolgreich beendet.
Zwei Tage später, am 7. Januar 2022, fand eine weitere Übung statt. Um etwa 21:55 Uhr UTC wurde der Frachter Tianzhou 2 von der Bugschleuse abgekoppelt. In ständigem Kontakt  mit dem Raumfahrtkontrollzentrum Peking steuerten die Raumfahrer den Frachter von der Station aus per Funkfernsteuerung zu einer Position 200 m vor der Raumstation. Der Frachter eilte der Station auf ihrer Flugbahn voraus. Nachdem Tianzhou 2 diese Position kurz beibehalten hatte, wurde er – erneut manuell – auf 19 m an die Station herangeflogen, wo er erneut kurz innehielt, bis ihn die Raumfahrer wieder an die Bugschleuse steuerten. Nach zwei Stunden, um 23:55 Uhr UTC, war die Übung beendet. Prinzipiell ist vorgesehen, dass unbemannte Raumflugkörper wie Frachter oder die Wissenschaftsmodule automatisch an der Station ankoppeln. Diese Übung diente dazu, im Falle eines Ausfalls der automatischen Systeme eine alternative Möglichkeit für Andockmanöver zu haben.
Nach einer ersten Bewertung am Boden erklärte Zhou Jianping, der  Technische Direktor des bemannten Raumfahrtprogramms, am 3. März 2022, dass damit nun der Weg für die Montage der Wissenschaftsmodule frei wäre.

### Musik an Bord
Bei längeren Missionen sind Raumfahrer durch Schwerelosigkeit, Lärm und Vibration sowie die Enge des Raumes und einen dadurch bedingten Verlust an gesunder Distanz starken psychischen Belastungen ausgesetzt. Im Laufe einer halbjährigen Mission zeigt sich dies in drei Phasen:
1. Zunahme von beunruhigten und bedrückten Stimmungen
2. Zunahme von durch das eintönige Arbeitsumfeld und ein Gefühl des Überdrusses hervorgerufenen depressiven Reaktionen
3. Bei etwa 3⁄4 der Missionsdauer nimmt durch die sinkende Arbeitslast und die lange Trennung von Familie und Freunden die Lärmempfindlichkeit zu und die Wahrscheinlichkeit für schwere psychische Veränderungen steigt.

Eines der Mittel, um diesen unerwünschten Effekten entgegenzuwirken, ist Musik. Diese wird im Raumfahrer-Ausbildungszentrum auch beim Training auf der Erde eingesetzt, wo man den Raumfahrern zum Beispiel entspannende Klaviermusik vorspielt, während sie in der Zentrifuge auf 8 g getestet werden, um ihnen das regelmäßige Atmen zu erleichtern, was wiederum zu einer Senkung der Herzfrequenz und einer Steigerung der Hauttemperatur führt. Im All findet neben den von den Raumfahrern mitgebrachten und vom Boden aus immer wieder auf den neuesten Stand gebrachten persönlichen Musikdateien gemeinsames Singen mit dem Bodenpersonal statt, sowohl im Chor als auch im traditionellen chinesischen Wechselgesang (对唱). Dazu kommen noch musikalische Improvisationen, um die Initiative und Kreativität der Raumfahrer zu steigern. Einige Raumfahrer nehmen hierfür Musikinstrumente mit ins All. Zhang Xiaoguang hatte im Raumlabor Tiangong 1 eine Flöte dabei, Ye Guangfu nahm bei der Mission Shenzhou 13 eine Hulusi-Mundorgel mit, und Wang Yaping hatte bei dieser Mission ihre Guqin-Zither dabei. Zum Chinesischen Laternenfest am 15. Februar 2022 spielte sie darauf für die Fernsehzuschauer das alte Volkslied „Jasminblüte“ (茉莉花).

## Landung und Rückkehr nach Peking

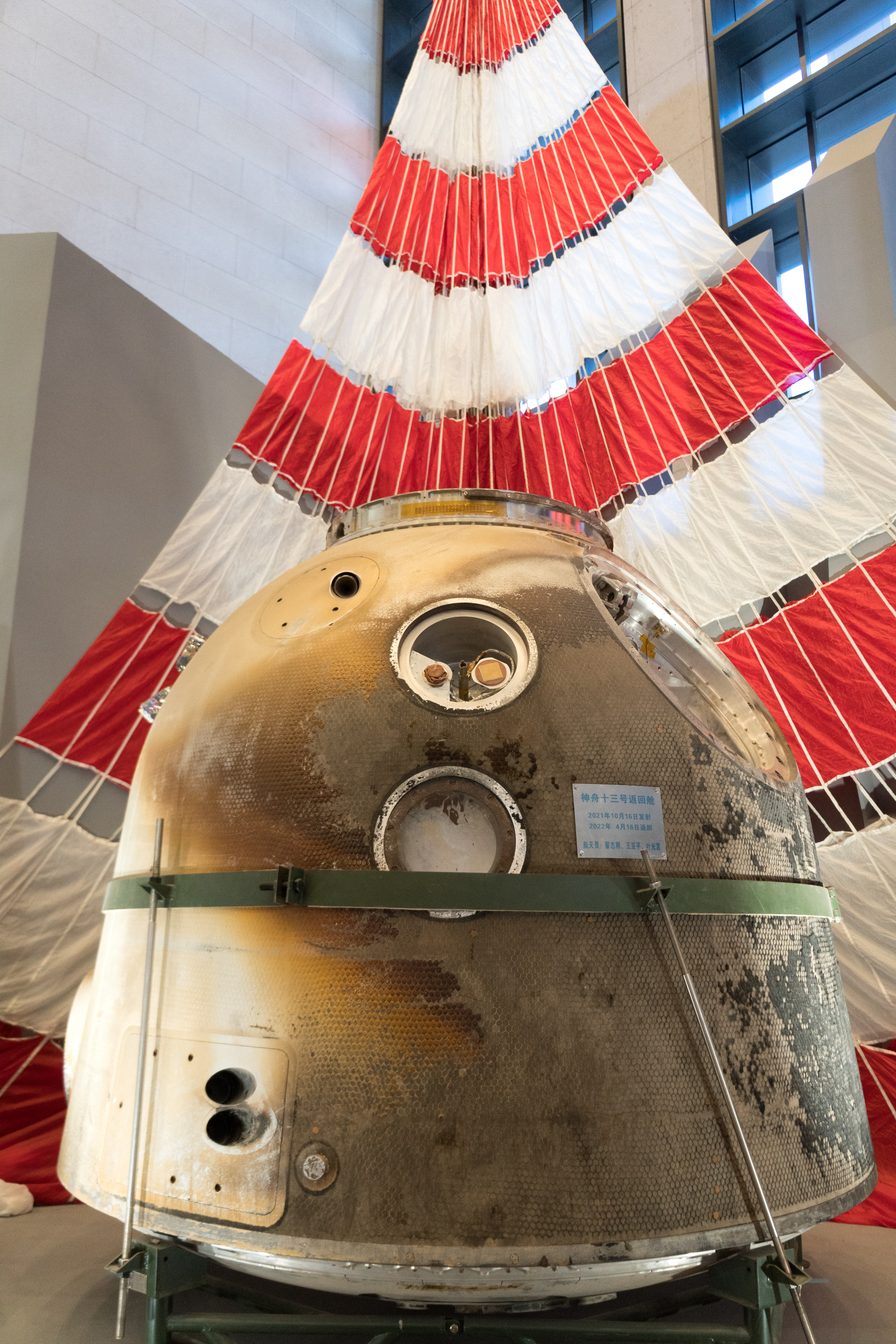
Die Rückkehrkapsel von Shenzhou 13 im Chinesischen Nationalmuseum

Die Raumfahrer unterlagen einer ständigen medizinischen Überwachung durch das Chinesische Raumfahrer-Ausbildungszentrum. Im März 2022 waren sie trotz eines mittlerweile fünfmonatigen Aufenthalts in der Schwerelosigkeit noch in relativ guter Verfassung. Dennoch intensivierten die Betreuer am Boden den Trainingsplan für die Besatzung, um sie mittels Fahrradergometer, Expander-Übungen etc. auf die Belastungen beim Wiedereintritt vorzubereiten.
Anfang April 2022 begannen die Rettungsmannschaften auf dem Ostwind-Landeplatz unweit des Kosmodroms Jiuquan mit den Bergungsübungen.
Am 15. April 2022 um 16:44 Uhr UTC koppelte das Raumschiff radial von der Station ab.
Am 16. April 2022 um 01:06 Uhr UTC erteilte das Raumfahrtkontrollzentrum Peking den Befehl zur Landung, das Orbitalmodul am vorderen Ende des Raumschiffs wurde abgetrennt. Um 01:30 Uhr wurde das Servicemodul abgetrennt. Die Rückkehrkapsel überquerte Afrika und Pakistan und landete schließlich planmäßig am 16. April 2022 um 01:56 Uhr UTC auf dem Ostwind-Landeplatz. Während die Mannschaft von Shenzhou 12 im September 2021 nach dem Abkoppeln von der Raumstation die Erde noch 18 mal umkreist hatte, wovon elf Umkreisungen für die unmittelbare Landungsvorbereitung dienten, und die Raumfahrer nach mehr als einem Tag schließlich wieder heimgekehrt waren, wurde hier eine neue, schnellere Rückkehrbahn erprobt.
Zhai Zhigang und seine Kollegen umkreisten die Erde nach dem Abkoppeln nur fünfmal und waren nach etwas über neun Stunden gelandet.
Nachdem eine erste medizinische Untersuchung noch in der Kapsel ergeben hatte, dass die Raumfahrer die Landung nach dem halbjährigen Aufenthalt in der Schwerelosigkeit gut überstanden hatten, wurden sie aus der Kapsel gehoben.
Gut eine Stunde nach der Landung, um 03:05 Uhr UTC, hatten alle drei Raumfahrer die Rückkehrkapsel verlassen.
Am Nachmittag des 16. April kamen die drei Raumfahrer mit einem Passagierflugzeug der Luftwaffe auf dem Militärflughafen Peking-Xijiao (北京西郊机场) an. Anschließend begaben sie sich im Chinesischen Raumfahrer-Ausbildungszentrum in Quarantäne, wo eine gründliche medizinische Untersuchung und Begutachtung ihres Gesundheitszustands stattfand, während sie sich erholten und wieder an die Schwerkraft gewöhnten.
Auch die Landekapsel wurde nach Peking gebracht und am 26. April 2022 von Mitarbeitern der China Aerospace Science and Technology Corporation entladen. Neben Samen, die für eine ganze Reihe von Lokalregierungen und landwirtschaftlichen Hochschulen mit dem Frachter Tianzhou 2 zur Raumstation geschickt worden waren, um durch die kosmische Strahlung potentiell nützliche Mutationen entstehen zu lassen, hatten die Raumfahrer für Regisseur Zhu Yiran (朱翌冉) von China Central Television auch 40 Speicherkarten mit Videodateien von insgesamt 720 Minuten Länge im 8K-UHDTV-Format erstellt, China Post hatte Gedenkmarken mitfliegen lassen und die Chinesische Akademie für Weltraumtechnologie Zeichnungen Hongkonger Schüler. Das amtliche Notariat der Stadt Peking (北京市方圆公证处) überwachte die Entnahme der Pakete und bestätigte deren Unversehrtheit.